# Vincent Monteil (chef d'orchestre)
Pour les articles homonymes, voir Vincent Monteil et Monteil.
 (décembre 2018).
Vincent Monteil est un chef d'orchestre français, né le 28 décembre 1964 à Angers.

## Biographie
Vincent Monteil commence sa formation au Conservatoire National de Région d'Angers, puis à Rueil-Malmaison. Il poursuit des études de musicologie à l'Université Paris Sorbonne-Paris IV et se perfectionne en suivant les cours de direction d’orchestre de Gérard Devos et Pierre Dervaux.
De 1991 à 1996, Vincent Monteil est assistant à la direction musicale, au Théâtre du Capitole de Toulouse où il acquiert une vaste pratique et culture du répertoire français auprès de Michel Plasson dont il est l'assistant à l'Orchestre national du Capitole de Toulouse. En 1996, il rejoint l’Orchestre philharmonique de Nice comme chef d'orchestre adjoint au directeur musical. Pendant six saisons, il dirigera près de 30 représentations par an : opéra, ballet, musique symphonique ou musique contemporaine.
De 1999 à 2003, Vincent Monteil a initié une collaboration suivie avec l'Opéra d'État de Prague. Il est le chef invité privilégié pour l'opéra français. Lors du Printemps de Prague 2002, il dirige une trilogie française : Carmen, Robert le Diable, Ariane et Barbe-Bleue. Les opéras qu’il enregistre à Prague lui valent l’invitation de Sir John Eliot Gardiner à préparer pour lui une nouvelle production d'Ariane et Barbe-Bleue à Zürich.
Vincent Monteil est un chef apprécié à l’étranger (Espagne, Italie, Allemagne, République Tchèque, Hongrie, Géorgie, Serbie, Russie et Canada).
Depuis 2005, Vincent Monteil a été choisi par Culturesfrance (ex AFAA et désormais l'Institut français), le département artistique du Ministère français des Affaires Étrangères, pour diffuser la musique française à l'étranger dans le cadre du programme "un chef un orchestre".
De 2007 à 2012, il est Directeur Musical de l'OSYJ 31, Orchestre Symphonique des Jeunes de Haute-Garonne.
L'Opéra national du Rhin l'a nommé au 1er mars 2008 Directeur Musical de son Opéra Studio, cellule d'insertion professionnelle d'artistes solistes du chant. Vincent Monteil assume en outre les fonctions de Conseiller musical de l'Opéra national du Rhin depuis le 1er septembre 2011.
L’été 2012, il prend la direction artistique triennale du festival Chantier international d'art (it) de Montepulciano, 36 ans après sa création par Henze,.
En janvier 2021 il est nommé Délégué Général de l'Orchestre Philharmonique de Nice.

## Discographie
- Musiques de scène et de films de Joseph Kosma (enregistrement en public, mars 2000), avec François Le Roux (baryton) et l’Orchestre Philharmonique de Nice. (REM 311336)
- Robert le Diable de Giacomo Meyerbeer (représentations de l’Opéra d’État de Prague, décembre 1999). (SO 0006-2611)